# مدملكات

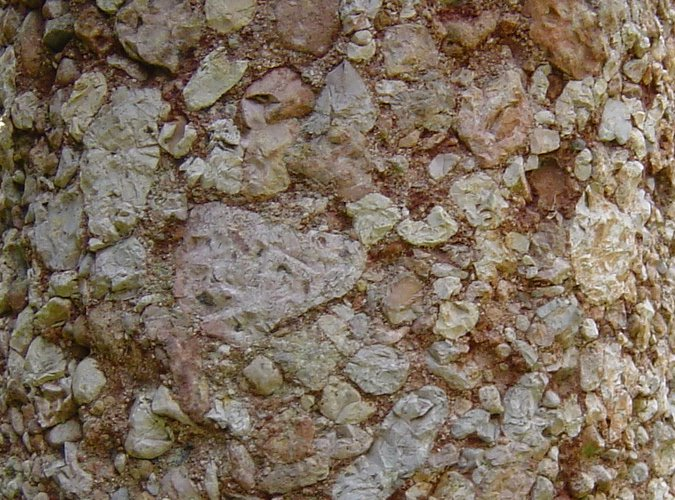
مدملكات في جبال الرابطة بشبه جزيرة سيتوبال، البرتغال

المدملكات أو الجذاذ أو البَريشة (Breccia) نوع من حجر الحصى، تمتاز بحبيباتها المزواة. وهي أقل أنواع صخور الحصى شيوعاً. وغالباً ما توجد برفقة الفوالق وتدعى بالمدملكات التكتونية (tectonic breccias)، وكذلك في ركام الأنهيارات الصخرية (screes) وتدعى (scree breccia).
تختلف عن صخور الرواهص بأن حبيباتها حادة الزوايا وهذا يدل على أن الصخر ترسب بالقرب من مصدره الأصلي ( قلة نقلها عبر مسافات كبيرة ) وبذلك يلم يتعرض للكثير من الاحتكاك وله نفس المواد اللاحمة.

## انظر أيضاً

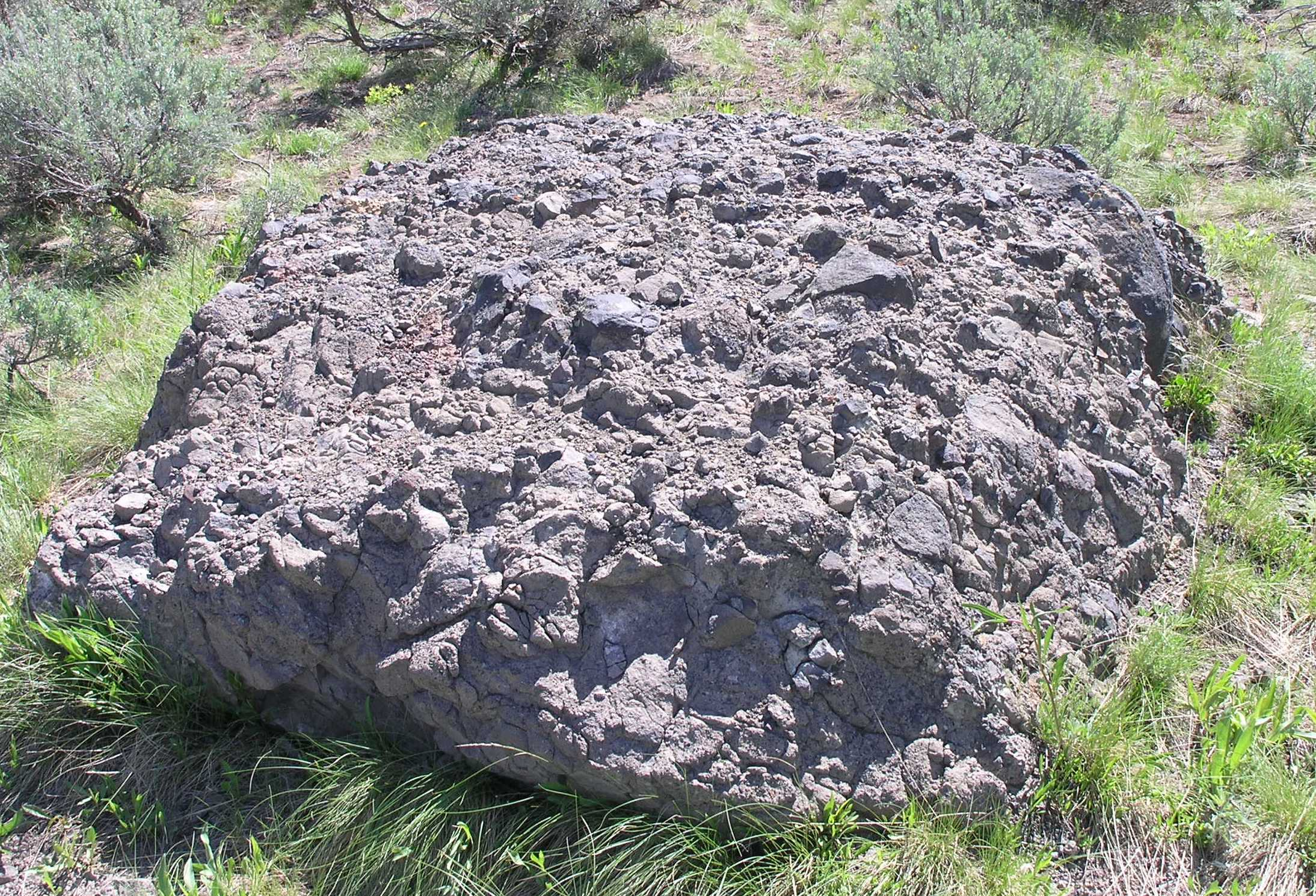
مدملكات بركانية ،تفرا
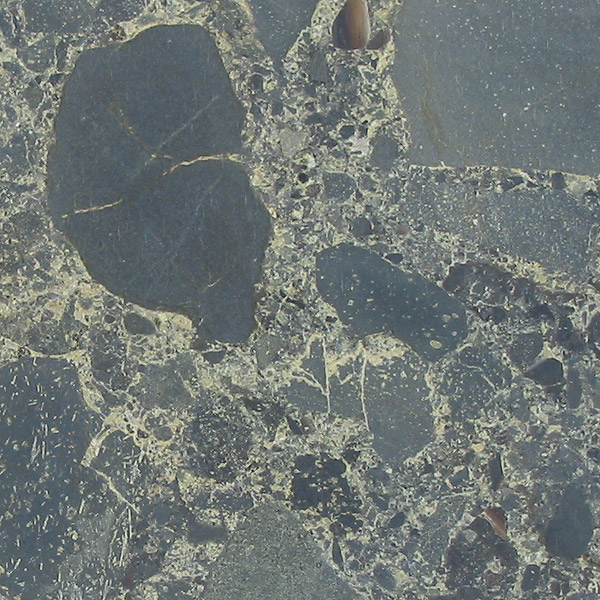
بازلت من المدملكات